# 李彦德
李彦德（9世纪—10世纪），唐末五代十国军事人物，本姓吕，效力岐王李茂贞，得其赐姓名，为成州刺史。天复十五年（915年）十一月，前蜀皇帝王建养子兼中书令北路行营都制置使王宗绾克成州，李彦德被擒送前蜀都城成都，署为大将。素骁勇，常冠牛革，防披漆甲、跨黒马，执斫刺刀，军中号为“薄地鸦”。